# アンドリュー・ロックリー
アンドリュー・ロックリー（Andrew Lockley, 1971年5月5日 - ）は、イギリスの視覚効果スーパーバイザーである。クリストファー・ノーラン作品への参加で知られている。
ノーラン監督の映画『インセプション』（2010年）により、ピーター・ベッブ、クリス・コーボールド、ポール・フランクリンと共同で第83回アカデミー賞視覚効果賞を獲得した。さらに2015年、ノーラン監督の『インターステラー』により再びフランクリンと共同で第87回アカデミー賞視覚効果賞を受賞した。

## 主なフィルモグラフィ
- ハリー・ポッターと秘密の部屋 Harry Potter and the Chamber of Secrets (2002)
- 007 ダイ・アナザー・デイ Die Another Day (2002)
- ハリー・ポッターと炎のゴブレット Harry Potter and the Goblet of Fire (2005)
- バットマン ビギンズ Batman Begins (2005)
- トゥモロー・ワールド Children of Men (2006)
- ダークナイト The Dark Knight (2008)
- プリンス・オブ・ペルシャ/時間の砂 Prince of Persia: The Sands of Time (2010)
- インセプション Inception (2010)
- キャプテン・アメリカ/ザ・ファースト・アベンジャー Captain America: The First Avenger (2011)
- ダークナイト ライジング The Dark Knight Rises (2012)
- インターステラー Interstellar (2014)
- TENET テネット Tenet (2020)

## 受賞とノミネート
| 賞               | 年   | 部門           | 作品名                  | 結果       |
| ---------------- | ---- | -------------- | ----------------------- | ---------- |
| アカデミー賞     | 2010 | 視覚効果賞     | インセプション          | 受賞       |
| アカデミー賞     | 2014 | 視覚効果賞     | インターステラー        | 受賞       |
| アカデミー賞     | 2020 | 視覚効果賞     | TENET テネット          | 受賞       |
| 英国アカデミー賞 | 2010 | 特殊視覚効果賞 | インセプション          | 受賞       |
| 英国アカデミー賞 | 2012 | 特殊視覚効果賞 | ダークナイト ライジング | ノミネート |
| 英国アカデミー賞 | 2014 | 特殊視覚効果賞 | インターステラー        | 受賞       |
| 英国アカデミー賞 | 2020 | 特殊視覚効果賞 | TENET テネット          | 受賞       |